# RTL Z
RTL Z (Radio Télévision Luxembourg Z) is een Nederlandstalige Luxemburgse commerciële 24-uurszender van RTL Nederland. 
Op werkdagen is er 's ochtends van 9 uur tot 's avonds 6 uur financieel-economisch nieuws te zien. In de avondprogrammering en in het weekend zijn documentaires te zien over thema's als techniek, innovatie, bedrijven, lifestyle en financiën. 
Jarenlang zond RTL Z alleen overdag uit via RTL 5 (2001-2005) en RTL 7 (2005-2015).
RTL Z is officieel, net als de rest van de Nederlandse RTL-familie, een Luxemburgse zender die zich niet aan de Nederlandse Mediawet hoeft te houden. Aangezien Luxemburg geen echte toezichthouder kent, wordt op de zender geen toezicht gehouden.

## Geschiedenis

### Onderdeel van RTL 5 en RTL 7
RTL Z begon op 6 juni 2001 op RTL 5. Het eerste jaar werkte men samen met de Belgische televisiezender Kanaal Z. In de allereerste programmering werd er op werkdagen tussen 09.30 en 18.00 uur RTL Z Magazine uitgezonden. Dit was een half uur durende uitzending met korte items over de belangrijkste ontwikkelingen van de voorgaande dag. Het magazine werd gedurende de dag herhaald en ververst. Na een paar maanden werden de bulletins uitgebreid en was er overdag elk uur een volledig nieuw bulletin te zien. In november 2004 werd de programmering uitgebreid met algemene RTL Nieuws-uitzendingen. Sindsdien was er van 09.00 tot 18.00 uur telkens aan het begin van het uur een nieuw blok met algemeen nieuws (ongeveer 7 minuten) en financieel-/economisch nieuws (ongeveer 8 minuten). Het complete blok werd daarna doorgaans twee keer herhaald.
In 2005 verhuisde RTL Z van RTL 5 naar RTL 7 en bleef op die zender tot 2015. Vanaf 2011 begon RTL Z om 8.30 uur met RTL Z Voorbeurs, waarbij de vijf belangrijkste economische nieuwsfeiten worden besproken voordat de beurs in Amsterdam opengaat.

### Zelfstandiger programmering
Op 7 september 2015 werd RTL Z een zelfstandige televisiezender. Op ieder uur is er een nieuwsuitzending van 10 tot 15 minuten met het laatste algemene en financieel economische nieuws. Aansluitend aan de nieuwsuitzendingen van 09.00, 11.00, 13.00 en 16.00 uur werd het programma RTL Z Beurs uitgezonden. Hierin volgt een beursupdate van circa 5 minuten vanaf Beursplein 5 in Amsterdam waarin de commentatoren het actuele beursnieuws duiden. In de middag werden de opening van de beurzen op Wall Street besproken op en om 17.30 uur wordt de laatste uitzending van RTL Z Nieuws van de dag uitgezonden, waarin het belangrijkste economische nieuws van de dag wordt behandeld, verder wordt er onder meer stilgestaan bij de eindstand van de Europese beurzen (met beurscommentator) en ook worden er veel kruisgesprekken gevoerd. Deze uitzending duurt ongeveer 20 minuten en wordt tot 18:30 herhaald. Elke dinsdagmiddag werd omstreeks 15.15 uur Het wekelijkse gesprek met de Minister van Financiën uitgezonden. Dit is een wekelijks live-gesprek met de minister van Financiën onder leiding van Frits Wester in Den Haag. Er werd ingegaan op financieel-economische onderwerpen en alles wat daarbij komt kijken.

### Veranderingen in 2017
In 2017 werden de uitzendingen van het RTL Z Nieuws ingekort. RTL Z Beurs verdween uit de programmering. Voortaan zit het gesprek met een van de beurscommentatoren inbegrepen in de uitzending van RTL Z Nieuws. Ook werden de uitzendingen korter. Eerst was er vanaf 09:00 uur tot 17:30 elk uur een nieuwsuitzending van ongeveer 10 minuten. Nu is dat alleen om 09:00, 10:00, 16:00, 17:00 en 17:30 uur. Tussen die tijd is er elk uur een nieuwsupdate van 1 tot 2 minuten. Daarna wordt er meestal een documentaire uitgezonden, tot aan de volgende nieuwsupdate. Een toevoeging is het nieuwe bulletin Z First. Dit begint iedere werkdag om 08:00 uur en deze uitzending duurt ongeveer 10 minuten. Hierin wordt besproken naar wat de beursdag zal gaan brengen en het algemene en economische nieuws wordt bekeken.
Tegelijk met de programmering veranderde de vormgeving van het nieuws. Op het scherm achter de presentator is sindsdien de redactie te zien en niet langer een afbeelding die behoort bij het nieuwsonderwerp. In plaats daarvan worden er pictogrammen getoond boven de titelbalk waarin het nieuwskop staat.

### RTL Z Nieuws
Na lange tijd afwezigheid werd er in 2019 besloten om meer actualiteit uit te zenden op televisie. Er kwamen meer nieuwsuitzendingen en eigen geproduceerde journalistieke programma's, die te zien zijn tussen de nieuwsuitzendingen door. Door het succes van de zender zouden er weer meer mogelijkheden zijn om toch weer in te zetten op lineaire TV. Het nieuwsbulletin wordt geproduceerd door dezelfde redactie als het RTL nieuws maar de verversing van de items is fequenter en de nadruk ligt meer op items uit de financiële wereld en het zakenleven. De uitzendingen zijn vanaf 9 uur in de ochtend tot half zes in de avond.

## Beeldmerk

Van 5 september 2005 t/m 5 mei 2014
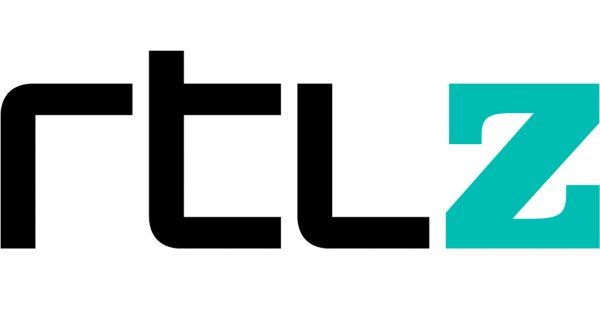
Van 5 mei 2014 t/m 6 september 2015
Vanaf 7 september 2015 (nieuwsuitzendingen en tv-kanaal), t/m 30 april 2023 (tv-kanaal)
Sinds 1 mei 2023 (tv-kanaal)

## Dagprogrammering
- RTL Z Nieuws
- Wekelijks gesprek met de minister van Financiën
- RTL Z Huizenindex

## Avondprogrammering
- Documentaires
- Undercover Boss
- Storage Hunters
- Gordon Ramsay: Oorlog in de Keuken
- The Profit
- Z Doc
- RTL Nieuws (gehele nacht herhaling van half 8- en late uitzending)

### Voormalig
- Z60 (RTL Z Nieuws in 60 seconden)
- Bright TV

## Medewerkers

#### Gesprek met de minister van financiën
- Frits Wester (2012-2020)
- Jos Heymans (inval; 2014-2016)
- Roland Koopman (inval; 2014)
- Lotte Ragut (2012-2013)
- Roel Schreinemachers (2015-heden)
- Marieke van de Zilver (2020-heden)